# 16117 Herbst
A 16117 Herbst (ideiglenes jelöléssel (16117) 1999 XS29) a Naprendszer kisbolygóövében található aszteroida. A LINEAR projekt keretében fedezték fel 1999. december 6-án.